# FK Vratnik Sarajevo
FK Vratnik je bosanskohercegovački nogometni klub iz Sarajeva.

## Povijest
Klub je osnovan 1936. godine. Najveći uspjeh ostvaren je igranjem u šesnaestini finala kupa maršala Tita. U sezoni 2012./13. igali su u Drugoj ligi FBiH – Centar, ali su iste sezone ispali u niži rang natjecanja. 
Trenutačno nastupa u Kantonalnoj ligi Kantona Sarajevo grupa B.
FK Vratnik zajedno s NS BiH organizira Memorijalni malonogometni turnir "Asim Ferhatović Hase".
Od sezone 2012./13. FK Vratnik ima i omladinski pogon.

## Poznati igrači
- Emir Obuća[1]
- Damir Hadžić[1]
- Mehmed Janjoš[1]
- Asim Ferhatović

## Zanimljivosti
- Poznati su stihovi pjesme Zabranjenog Pušenja u kojima se spominje ovaj klub: `ko igra za raju i zanemaruje taktiku završit će karijeru u nižerazrednom Vratniku.[3][4][5]